# 亨里克·托夫特·汉森
亨里克·托夫特·汉森（丹麥語：Henrik Toft Hansen，1986年12月18日—），丹麦男子手球运动员。他曾代表丹麦国家队参加2016年和2020年夏季奥林匹克运动会手球比赛，获得一枚金牌和一枚银牌。

## 家庭
哥哥勒内·托夫特·汉森。
妻子乌尔丽卡·托夫特·汉森。